# Campeonato Africano de Taekwondo de 2010
El VII Campeonato Africano de Taekwondo se celebró en Trípoli (Libia) en 2010 bajo la organización de la Unión Africana de Taekwondo.
En total se disputaron en este deporte dieciséis pruebas diferentes, ocho masculinas y ocho femeninas.

## Resultados

### Masculino
| Evento | Oro                                    | Plata                        | Bronce                                                      |
| ------ | -------------------------------------- | ---------------------------- | ----------------------------------------------------------- |
| –54 kg | Mokdad El-Yamin Argelia                | Sherif Shaaban · Egipto      | Abderahman Guenuni Marruecos Frederico Muianga Mozambique   |
| –58 kg | Tamer Bayumi · Egipto                  | Mohamed Tlish Salem Libia    | Seydou Niang Mali Makhtar Ngom Senegal                      |
| –63 kg | Abdelrauf Kerwash Libia                | Wahid Briki Túnez            | Jean Noël Obou Seri Costa de Marfil Mohamed Siraj Marruecos |
| –68 kg | Nidal Sbuae Túnez                      | Ezedin Belgasem Faraj Libia  | Ismael Abdoulaye · Níger · Abdalá Usama Ahmed · Egipto      |
| –74 kg | Saifedin Trabelsi Túnez                | Mahmud Said · Egipto         | Salahedin Jalifa Jiri Libia Ali Souleymane Níger            |
| –80 kg | Isam Chernubi Marruecos                | Fathi Kerwash Libia          | Osama Abdelrahman · Egipto · Yasin Trabelsi · Túnez         |
| –87 kg | Remy Alazoula República Centroafricana | Mohamed El-Jarzazi Marruecos | Anthony Obame Gabón Seydou Gbane Costa de Marfil            |
| +87 kg | Abdelkader Zruri Marruecos             | Nureldin Yamal Libia         | Issa Alzouma Níger Firmin Zokou Costa de Marfil             |

### Femenino
| Evento | Oro                         | Plata                        | Bronce                                                     |
| ------ | --------------------------- | ---------------------------- | ---------------------------------------------------------- |
| –46 kg | Zeineb Amduni Túnez         | Khady Fall Senegal           | Hawa Mohamed Libia Naima Nadir Marruecos                   |
| –49 kg | Radwa Reda · Egipto         | Sanaa Atabrur Marruecos      | Hind Mojtari Argelia Yusra Akermi Túnez                    |
| –53 kg | Lamya Bekali Marruecos      | Imen Wesleti Túnez           | Carolin Yusri · Egipto · Faniang Dieye · Senegal           |
| –57 kg | Hayiba Enhari Marruecos     | Rahma Ben Ali Túnez          | Bineta Diedhiou Senegal                                    |
| –62 kg | Samira Sadalá · Egipto      | Tahra Said ben Oof Sudán     | Carole Toh Irika Costa de Marfil Aminata Makou Traoré Mali |
| –67 kg | Seham El-Sawalhy · Egipto   | Djaliha Kone Costa de Marfil | Hawa Dosh Libia Maream Ramdan Mohamad Sudán                |
| –73 kg | Hakima El-Meslahi Marruecos | Mbassa Sakho Senegal         | Mamina Koné · Costa de Marfil · Hend Mohamed Mosa · Egipto |
| +73 kg | Wiam Dislam Marruecos       | Linda Azedin Argelia         | Nesren Mohamed · Libia · Heba Mahmud Jamis · Egipto        |

## Medallero
| Núm. | País                     | Oro | Plata | Bronce | Total |
| ---- | ------------------------ | --- | ----- | ------ | ----- |
| 1    | Marruecos                | 6   | 2     | 3      | 11    |
| 2    | Egipto                   | 4   | 2     | 5      | 11    |
| 3    | Túnez                    | 3   | 3     | 2      | 8     |
| 4    | Libia                    | 1   | 4     | 4      | 9     |
| 5    | Argelia                  | 1   | 1     | 1      | 3     |
| 6    | República Centroafricana | 1   | 0     | 0      | 1     |
| 7    | Senegal                  | 0   | 2     | 3      | 5     |
| 8    | Costa de Marfil          | 0   | 1     | 5      | 6     |
| 9    | Sudán                    | 0   | 1     | 1      | 2     |
| 10   | Níger                    | 0   | 0     | 3      | 3     |
| 11   | Mali                     | 0   | 0     | 2      | 2     |
| 12   | Gabón                    | 0   | 0     | 1      | 1     |
| 12   | Mozambique               | 0   | 0     | 1      | 1     |
|      | TOTAL                    | 16  | 16    | 31     | 63    |